# Pelléas et Mélisande (Debussy)
Pelléas et Mélisande là vở opera 5 màn của nhà soạn nhạc người Pháp Claude Debussy. Tác phẩm có lời được chuyển thể từ vở kịch cùng tên của Maurice Maeterlinck. Vở opera này làm chu Debussy mất tới 10 năm. Vở opera được trình diễn lần đầu tiên tại Opéra-Comique tại thủ đô Paris vào ngày 30 tháng 4 năm 1902 với sự chỉ huy dàn nhạc giao hưởng của André Messager, sự tham gia của Jean Périer (vai Pelléas) và Mary Garden (vai Mélisande).